# Miguel Febres Cordero
Santo Hermano Miguel (nacido Francisco Febres-Cordero; Cuenca, 7 de noviembre de 1854 - Premiá de Mar, 9 de febrero de 1910) fue un religioso miembro del Instituto de los Hermanos de las Escuelas Cristianas y educador ecuatoriano, considerado santo por la Iglesia católica. Es venerado el 9 de febrero.

## Biografía
Bautizado con el nombre de Francisco Luis Florencio Febres Cordero Muñoz, el último por haber nacido en la festividad de aquel santo. En un futuro pasaría  a llamarse «Hermano Miguel», dando honra al Arcángel Miguel príncipe de la milicia celestial.

### Infancia e inicios de su devoción
Nació el 7 de noviembre del año 1854, Gran decepción y tristeza se llevó su familia al ver que el pequeño niño había nacido con los pies deformes que lo dejó sin movilidad durante cinco años, sus padres, estuvieron siempre atentos al cuidado de la salud.  A la edad de cinco años , mientras contemplaba un rosal ubicado en el patio de su casa, le pareció ver a una hermosa dama quien de inmediato comenzó a decir: "Miren qué hermosa es la Señora, que está sobre las rosas". Los padres al percatarse  del llamado de su vástago, acudieron a observar  pero hicieron caso omiso al no poder ver nada especial, sin embargo el niño continúa diciendo "Miren que hermosa es". Tiene un vestido blanco y un manto azul "me llama y me quiere llevar". En ese momento Francisco se habría levantado sin problema  alguno y comenzó a caminar, fue una sorpresa para todos, la Virgen Inmaculada se ha aparecido, según la tradición familiar. Cabe recalcar que en el mismo año en que nació Miguel, justo al mes siguiente, el Papa Pio IX proclamaba el dogma de la Inmaculada Concepción de María. Cierto día cuando jugaba con sus primos es acometido por un toro quien  Panchito como cariñosamente lo trataban, sale ileso luego de haber sido amparado por la Virgen María.

### Educación y ordenamiento

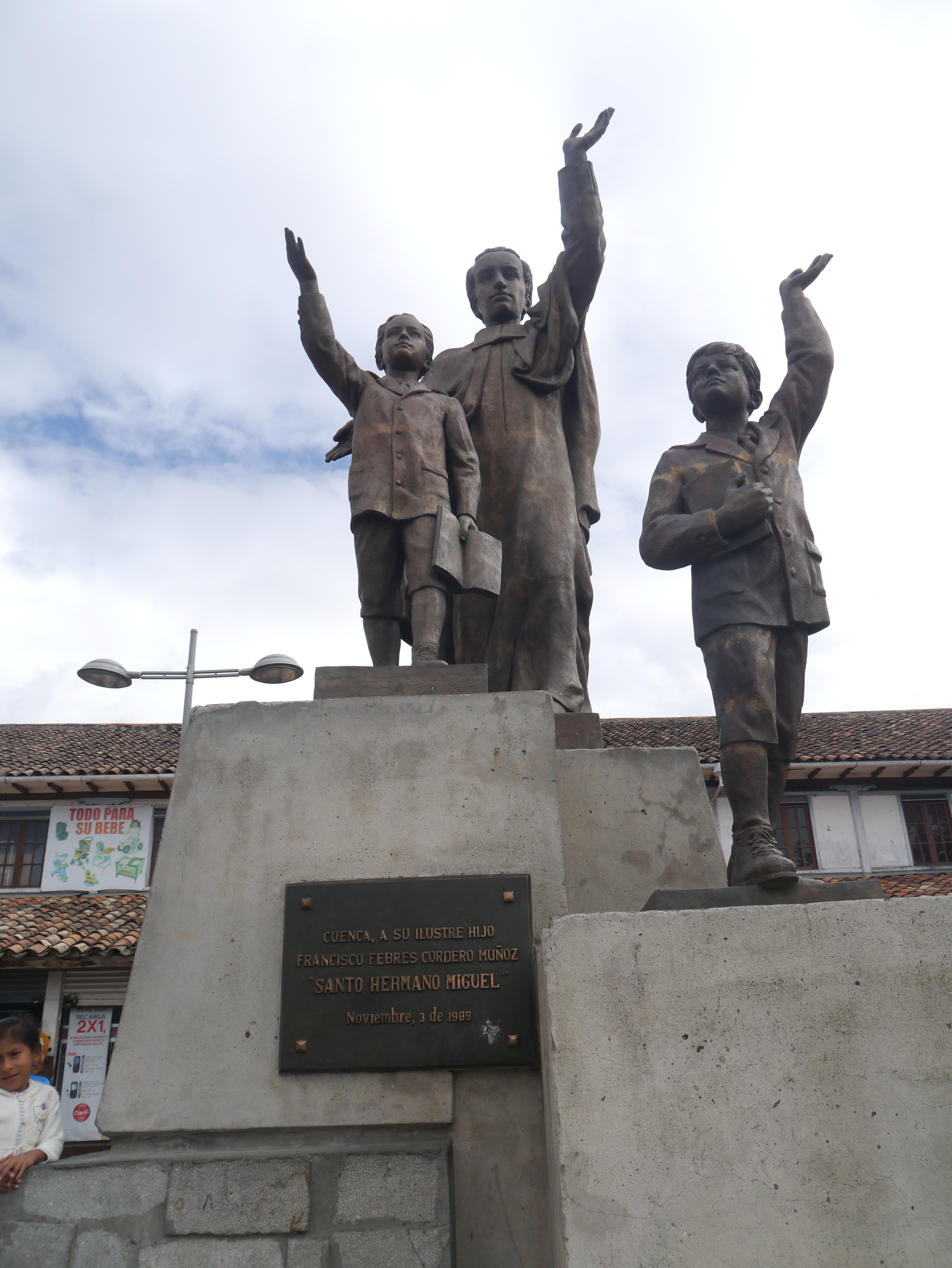
Monumento al Hermano Miguel en Cuenca, su ciudad natal ubicada al sur de Ecuador

Francisco Febres Cordero entró a la escuela en Cuenca fundada por los hermanos lasallistas en 1863. En la escuela inició y perfeccionó su vida con ayuda del catecismo y con los educadores extranjeros, pese a tener ya algunos conocimientos que le impartió su tía y su madre. Allí es donde surge la vocación de ser Hermano Lasallista, sus familiares se opusieron a la decisión del joven Francisco, debido a que ellos pertenecían a una clase social muy alta y con descendencia independentista, los hermanos lasallistas en aquellos años tenían apenas lo suficiente para poder desarrollar su labor educativa, y Ecuador fue la primera nación en Hispanoamérica en albergar a la comunidad religiosa, la población en las principales ciudades del Ecuador, los acogieron con gozo e incertidumbre. Gabriel García Moreno, entonces Presidente de la República fue quien intervino en gran parte para que pueda desarrollarse esta magnífica obra.
Recibe el Hábito de los Hermanos de las Escuelas Cristianas el 24 de marzo de 1868 a la edad de 14 años, y deja su familia y sus pomposos apellidos para convertirse en el Hermano Miguel que fue creciendo en gracia con una gran inteligencia y sabiduría. Contribuyó durante el resto de su vida a la enseñanza en las escuelas cristianas, su misión era la dedicación a la enseñanza de tiempo completo a niños de todas las clases sociales, quienes lo llamaban afectuosamente el "santo" por su carácter tierno y sus dotes de humildad. Desde clases elementales hasta superiores, se le encomendaron donde también acostumbraba dar clases de catecismo diarias . Publicó gran número de libros con adaptaciones de obras con el pseudónimo de Bruño, son innumerables sus escritos. Superando incluso a Andrés Bello de Venezuela, aunque construyendo sobre su obra para adaptarlo a la enseñanza. Fue admitido en la Academia de la lengua de dicho país, en Ecuador, en Colombia y otros países de Latinoamérica, Centroamérica y Europa.

### Exilio y muerte
En 1907 es exiliado a Francia por el gobierno anticlerical del presidente Eloy Alfaro. Más tarde es enviado a Bélgica y finalmente a España .
Tiempo después el Hermano Miguel contrae una pulmonía y muere en olor de santidad el 9 de febrero de 1910 en Premiá de Mar en la antigua casa del noviciado en su agonía preguntado si tenía tristeza de morir lejos de su Patria admitió que no, puesto que esos eran los designios del Señor. Sus restos fueron trasladados de España a  Quito, pasando antes por el puerto de Guayaquil. En 1937 fueron vandalizados durante la guerra civil española, pero gracias a un ministro ecuatoriano se pudo realizar la repatriación al Ecuador, por lo cual fue recibido con gran honra y júbilo. Inmediatamente se inició el proceso de canonización.

### Canonización y legado

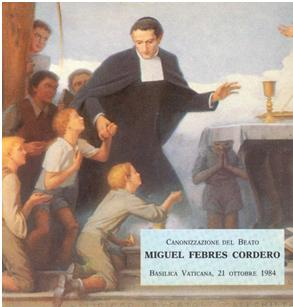
Canonización de Miguel Febres Cordero

El milagro que le otorgó la Beatificación fue a Sor Clementina Flores curándola de una enfermedad hepática renal y aquel mismo día en la Plaza de San Pedro por su intervención se realizó otro milagro a la Señora Beatriz Gómez de Nuñez, que le valió la canonización. Ya lo decía un escritor el Hermano Miguel es tan Santo como sabio y tan sabio como Santo. En Guadalajara, México, el colegio lasallista lleva su nombre. Primeramente estuvo ubicado en Avenida República 353, al oriente del centro de la ciudad, y en mayo de 1975 comienza la construcción de una gran sede del Colegio en la zona de Huentitán, cerca de la Calzada Independencia Norte, donde actualmente se encuentra todo el Colegio, el cual es llamado Francisco Febres Cordero La Salle, ubicado una cuadra al poniente de la Calzada Independencia Norte, en calle Eutimio Pinzón número 445. Del mismo modo, en la ciudad de Bogotá, Colombia, se funda en 1951 la Escuela Hermano Miguel con el aval del Hermano Miguel Granada, y posteriormente, en 1967, bajo la dirección del Hermano Antonio Félix, toma el nombre de Liceo Hermano Miguel.
Una de sus frases preferidas para orar eran: Acordémonos que estamos en la santa presencia de Dios y sus alumnos respondían: adorémosle. Por lo cual ahora los alumnos del Instituto lo utilizan en su memoria. Su Santuario se ubica en el sur de Quito en la parroquia "La Magdalena" donde se pueden apreciar sus restos en hermoso relicario de bronce elaborado en Cuenca, similar al existente en Roma, de San Juan Bautista de La Salle, fundador de la Congregación. Uno de los rectores es el Hermano Eduardo Muñoz Borrero quien hace parte de la parentela del Santo. 
Fue beatificado por el papa Pablo VI el 30 de octubre de 1977 y canonizado por el papa Juan Pablo II el 21 de octubre de 1984. De esta forma, se unió a Santa Narcisa de Jesús y Santa Mariana de Jesús Paredes a la lista de personas nacidas en Ecuador que fueron canonizados por la Iglesia Católica.

## Obras

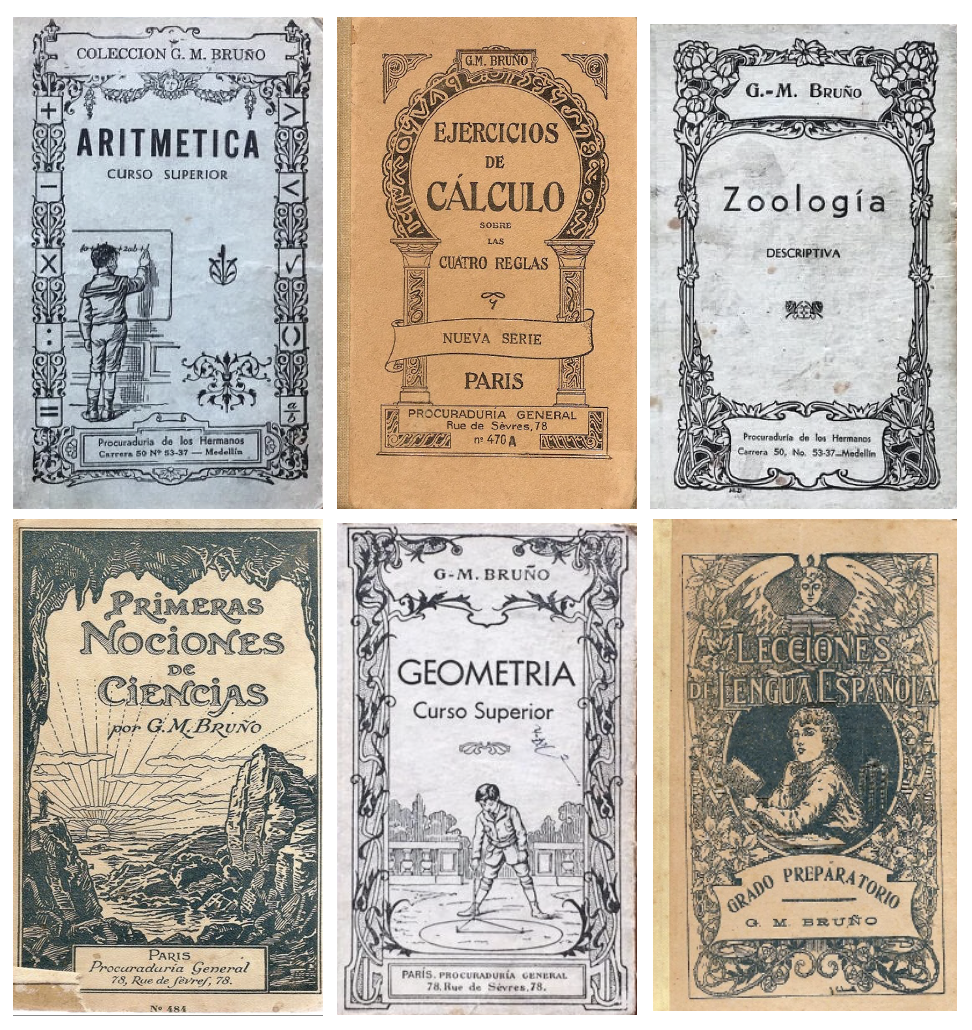
Libros de aritmética, cálculo, zoología, ciencias, geometría y lengua de la colección G.M. Bruño, nombre que Miguel Febres Cordero tomó para sus publicaciones pedagógicas.

San Miguel Febres Cordero escribió cerca de 73 textos de lenguaje castellano, literatura, física, botánica, historia, religión, así como tablas de logaritmos y contabilidad. Fueron recogidos bajo la colección G.M. Bruño (nombre que él tomó para sus escritos destinados a la enseñanza). Su especialidad fue la gramática a la que dedicó varios números metodológicos y pedagógicos:

### Estudios sobre gramática
- Gramatiquilla infantil teórico-práctica de la lengua castellana (su obra más destacada por su popularidad)[4]
- Compendio de gramática
- Epítome de gramática castellana
- Gramática teórica
- Gramática práctica
- Gramática: ortología y analogía
- Gramática: sintaxis, prosodia y ortografía
- Gramática verde (por el color de la pasta)
- Sintaxis para la segunda enseñanza
- Prosodia, métrica y ortografía
- Gramática de pergamino

### Otras publicaciones pedagógicas
- Lengua y literatura española
- Aritmética
- Elementos de geometría
- Contabilidad y prácticas mercantiles
- Tablas de logaritmos
- Curso de física
- Botánica
- Ortografía al dictado. Tratado práctico de ortografía
- Lecciones de lengua castellana. Curso superior

Sus libros fueron tan populares que se usaron en varios países de Sudamérica en los colegios de enseñanza impartidos por los hermanos lasallanos.